# Alghoza

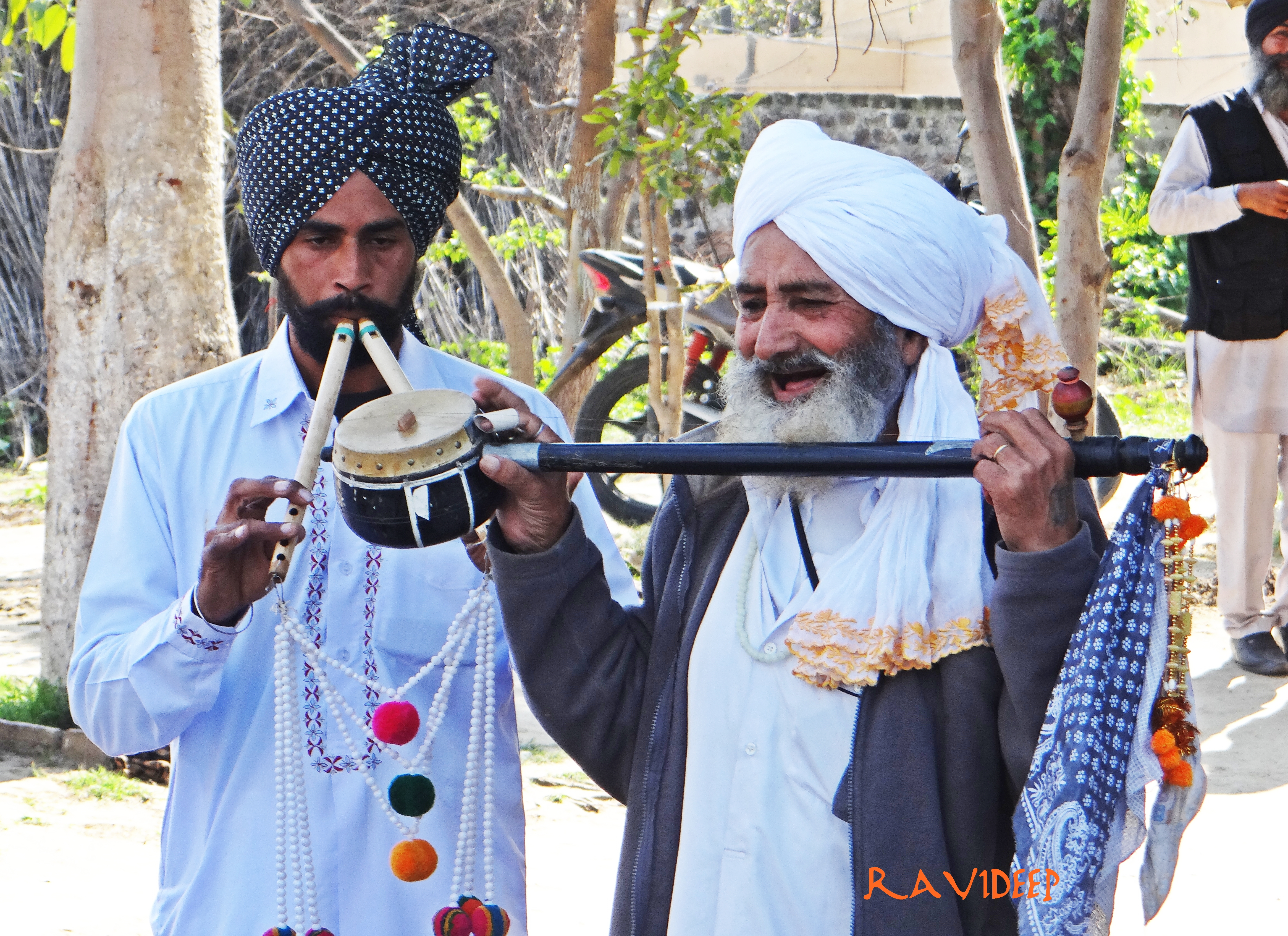
Alghoza und tumbi, eine einsaitige Spießlaute im Punjab

Alghoza (auch algoza, algoja, Panjabi ਅਲਗੋਜ਼ੇ) ist eine längs geblasene Bambusflöte in der volkstümlichen nordindischen Musik, die aus zwei Röhren besteht, von denen eine die Melodie und die andere einen Bordunton hervorbringt. Die alghoza wird auch als jori (ein Paar) oder ngoza bezeichnet.

## Herkunft und Verbreitung
Das Holzblasinstrument ist im indischen und pakistanischen Punjab und im Sindh bekannt, wo es oft von Bauern während der Erntezeit gespielt wird. Die alghoza ist auf den Feldern aus großer Entfernung zu hören. Der Überlieferung nach entwickelte sich die Flöte aus einem Kinderinstrument namens bainsiri (vgl. bansuri). In Rajasthan heißt die Doppelflöte satara. Ein ähnliches Instrument in Belutschistan ist die doneli.

## Bauform und Spielweise

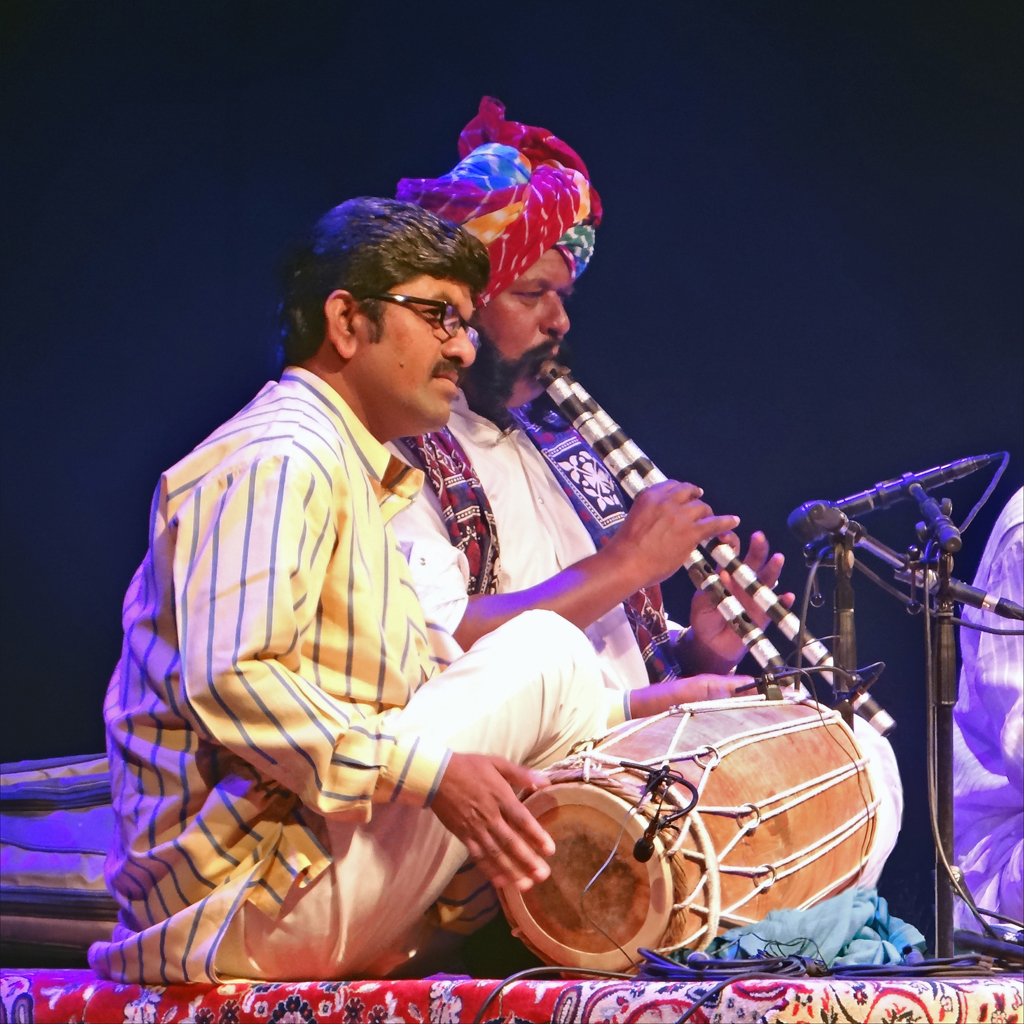
Doppellängsflöte satara der Langa, einer Ethnie in Rajasthan, und eine Fasstrommel des Typs dholki

Die beiden Holzflöten besitzen fünf Fingerlöcher und mit rund 35 Zentimetern meist die gleiche Länge. Jedoch gibt es einige Instrumente, die aus zwei unterschiedlich langen Rohren bestehen. Die Doppelflöte ist versehen mit eingeritzten Zeichen und Verschnörkelungen und kann mit bunten Bändern verziert sein.
Die alghoza wird von einer Person mit jeweils drei Fingern auf jeder Seite gespielt. Der Klang entsteht durch das schnelle Hineinblasen der Luft in die Flöten. Durch das Mundstück gelangt der Atem durch einen engen Schlitz, auch Kernspalte genannt, auf die Schneidekante und bricht sich dort sofort (siehe auch Schnabelflöte). Das schnelle Wiedereinfangen der Luft auf jedem Beat erzeugt einen hüpfenden und schwingenden Rhythmus.
Allgemein wird die alghoza als traditionelles Volksinstrument verwendet und dient als Begleitung von Volkstänzen und von gesungenen Legenden wie Mirza, Chhalla und Jugni.
Eine besondere Bauart einer indischen Doppelflöte ist die vorwiegend in Maharashtra senkrecht gespielte Querflöte surpava.